# Calamity Cabin
Calamity Cabin è il centododicesimo album in studio del chitarrista statunitense Buckethead, pubblicato il 27 settembre 2014 dalla Hatboxghost Music.

## Il disco
Ottantaduesimo disco appartenente alla serie "Buckethead Pikes", l'album è uscito in contemporanea al precedente Carnival of Cartilage ed è l'ultimo dei sette album pubblicati dal chitarrista durante il mese di settembre 2014.

## Tracce
Musiche di Buckethead.
1. Calamity Cabin – 2:43
2. Walking in Circles – 4:21
3. The Forest Sings – 5:26
4. Downpour – 1:42
5. What a Weird Room – 2:56
6. Found in the Tomb – 5:20
7. Hollow Door – 3:06
8. Beware of Quicksand – 4:16

## Formazione
- Buckethead – chitarra, basso, programmazione